# خانه دختر
خانه دختر فیلمی به کارگردانی شهرام شاه‌حسینی، نویسندگی پرویز شهبازی و تهیه‌کنندگی محمد شایسته محصول سال ۱۳۹۳ است. این فیلم پس از اکران در جشنوارهٔ فیلم فجر با حاشیه‌های فراوانی مواجه شد و بخش‌هایی از داستان فیلم حذف شد. پپس از تغییر مسیر داستان خانه دختر در تاریخ ۱۹ مهر ۱۳۹۶ به صورت محدود در سینماهای ایران اکران شد.

## داستان فیلم
سمیرا قصد دارد با منصور ازدواج کند، در روز پیش از عروسی مادر منصور سمیرا را برای معاینه نزد دکتر زنان می‌برد اما سمیرا که از این موضوع شوکه شده است از این کار ممانعت کرده و در خیابان اقدام به خودکشی می‌کند، پس از اطلاع مرگ وی به دو همکلاسی‌اش آن‌ها به دنبال دلیل مرگ دوست خود می‌روند اما دلیل خودکشی از طرف پدر سمیرا مخفی می‌شود.

## بازیگران
- حامد بهداد در نقش منصور
- باران کوثری در نقش بهار
- پگاه آهنگرانی در نقش پریسا
- رعنا آزادی‌ور در نقش سمیرا
- بابک کریمی در نقش مرتضی
- پردیس احمدیه در نقش ستاره
- بهناز جعفری در نقش خاله منصور
- محمدرضا هدایتی
- نسیم ادبی
- امیرعلی نبویان
- نادر فلاح
- رؤیا تیموریان در نقش مادر منصور
- حنیف سلطانی سروستانی

## جشنواره‌ها و جوایز
- پنجمین فیلم از نگاه مردمی (۲٫۶۵) در سی و سومین دوره جشنواره فیلم فجر
- نمایندهٔ ایران در جشنوارهٔ بین‌المللی فیلم توکیو